# DeHart Hubbard
William DeHart Hubbard, ameriški atlet, * 25. november 1903, Cincinnati, Ohio, ZDA, † 23. junij 1976, Cleveland, Ohio.
Hubbard je v svoji karieri nastopil na poletnih olimpijskih igrah v letih 1924 v Parizu in 1928 v Amsterdamu. Največji uspeh kariere je dosegel na igrah leta 1924, ko je v starosti dvajsetih let osvojil naslov olimpijskega prvaka v skoku v daljino. Nastopil je tudi v troskoku, kjer v kvalifikacijah ni dosegel veljavnega poskusa, leta 1928 pa se mu v skoku v daljino ni uspelo uvrstiti v finale. 13. junij 1925 je z daljavo 7,89 m postavil svetovni rekord v skoku v daljino, ki je veljal do julija 1928, ko ga je za 1 cm izboljšal Edward Hamm.